# قادرباغر
قادرباغر قرية في محافظة كركوك قضاء دبس ناحية التون كوبري. تقع بين مدينة كركوك وبلدة التون كوبري وتبعد عن الطريق الرئيسي الرابط بين أربيل وكركوك حوالي 3 كيلو متر. تقع القرية على خط العرض 35.7115 وخط طول44.2733. ويوجد بقرب القرية مرقد امام عكاشة الشهير الذي يقصده الناس ويوجد أيضا موقعين أثريين تابعين للقرية هما موقع كونه ريوي وكردي كوبته به.
تملك قرية قادرباغر أراض واسعة للزراعة وخاصة محصولي الحنطة والشعير ويبلغ مجموع اراضي القرية حوالي 3800دونم قسم منها اروائي وقسم الآخر ديمية تسقى مطرا. ويعود ملكية أكثر من 95% من أراضي القرية إلى عبد الرحمن ناجي الأفندي المتوفي وإلى ابنه محمد سليم عبد الرحمن الأفندي المتوفي أيضا وأبناء محمد سليم كل من شيروان وعدنان الموجود حاليا بأمريكا وشاهين وشامل وعصام وكامل. بالإضافة الى وجود ابناء اخرين ل عبدالرحمن ناجي!حيث ان محمد سليم ليس الأبن الوحيد للمتوفي
ويتالف سكان القرية من كل من العشائر الصالحي والهموند والجاف وكان يعيش في القرية حوالي 65 عائلة في سنة 1986 قبل أن تهدم القرية من قبل نظام حكم صدام حسين.
ويحيط بالقرية كل من قرى روزبياني وكوني وكلوزي ويارمجة ومير اصفهان السفلى وسربير وزردك وسكانها أغلبية من عشيرية الصالحي
وكان يمر عبر القرية سكة حديد التي كان تسري عليها القطار بين كركوك ملغي حاليا وكان هناك عمال من القرية يعملون لحساب سكة الحديدية قسم منهم ما زال على قيد الحياة
يعيش حاليا 5 عوائل فقط في القرية ويوجد مدرسة ابتدائية فيها مع بئر ماء
كان في القديم يوجد مياه سطحية كثيرة في القرية حيث كان السكان يزرعون الرز وكان هناك حقول رز كبيرة مثل باريكة وباني اسياو وغيرها وتشتهر قادر باغر بمزارع الموسمية الشهيرة مثل طماطة والخيار وباذنجان وشجر والبامية ولوبيا وباقلاء والفجل والسلق.
وكان من أشهر المزارعين في القريو كريم رشيد وأولاد حاج احمد حسن وعلي قادر ومحمد صديق ومحمد لطيف وغيرهم من القرى الأخرى كانو ياتون ويزرعون في القرية مثل عثمان شيرين سربيري واخوه أنور شيرين والحاج نصرت كوبرلي (التون كوبري) وغيرهم مثل شيخ نصرالدين والشيخ فخرالدين من شيوخ الصالحي قرية سربير
وتعتبر قادرباغر منطقة سياحية بفضل وجود مرقد الامام عكاشة الشهير التي ياتي الزوار إليها من المدن القريبة مثل كركوك والتون كوبري واربيل ودبس وغيرها وخاصة في فصل الربيع حيث يعج بالزائرين.